# Федерація футболу Коморських Островів
Коморська федерація футболу (англ. Comoran Football Association, фр. Fédération Comorienne de Football) — організація, що здійснює контроль та управління футболом на Коморах. Розташовується у Мороні. КФФ заснована у 1979 році, вступила до ФІФА та до КАФ у 2005 році. Член Союзу арабських футбольних асоціацій (УАФА). Федерація організує діяльність та керує національними збірними з футболу (чоловічою, жіночою, молодіжними). Під егідою федерації проводиться чемпіонат та кубок країни та багато інших змагань.